# Атлетика на Летњим олимпијским играма 1908 — скок увис за мушкарце
Скок увис за мушкарце био је једна од атлетских дисциплина Олимпијских игара 1908. у Лондону. Ово је био четврти пут да је ова дисциплина била на програму. Такмичање је одржано 21. јула 1908. на стадиону Вајт сити.
Учествовала су 22 такмичара из 10 земаља.

## Земље учеснице
| - Белгија (1) - Канада (2) - Финска (2) - Француска (1) - Уједињено Краљевство (5) |  | - Холандија (1) - Мађарска (2) - Норвешка (2) - Шведска (2) - САД (4) |

1. ↑  Велико војводство Финска је била у то време део Руског царства, али је као учеснца ЛОИ третирана као посебна нација под заставом Русије.

## Систем такмичења
У квалификацијама такмичари су били подељени у четири групе. Шест са најбољим резултатима се квалификовало за финале, које је одржано истог дана.

## Рекорди пре почетка такмичења
Ово су важећи светски (најбољи резултат на свету) и олимпијски рекорди (у метрима) пре Летњих олимпијских игара 1908.
| Најбољи резултат на свету | 1,97 * | Мајк Свенај    | САД | Њујорк, САД      | 21. септембар 1895. |
| Олимпијски рекорд         | 1,90   | Ирвинг Бакстер | САД | Париз, Француска | 15. јул 1900.       |

- = незванично

## Нови рекорди после завршетка такмичења
| Олимпијски рекорд | =1,90 | Хари Портер | САД | Лондон, УК | 21. јул 1908. |

## Освајачи медаља
|                 |                                                                                            |    |
| Хари Портер САД | Жорж Андре · Француска · Корнелијус Лихи · Уједињено Краљевство · Иштван Шомоди · Мађарска | -- |

## Резултати

### Квалификације
Такмичње у квалификацијама је одржано у четири групе, од којих се свака одвојено такмичила на сва четири краја игралишта. Осам шест се пласирало у финале. Група А се такмичила на јужној страни стадиона. После завршетка такмичења амерички скакач Херберт Гидни (који се није квалификовао) уложио је жалбу, прадајући је да залетиште било клизаво, тражећи да се резултати групе А пониште и да се такмичење понови на северној страни стадиона. Упркос чињеници да су сви такмичари били подједнако погођени неповољним условима, судије су на опште изненађења, прихвалили Гиднијеву жалбу.
Група А
| Пласман | Атлетичар        | Земља                | Резултат | Белешка |
| ------- | ---------------- | -------------------- | -------- | ------- |
| 1.      | Ото Монсен       | Норвешка             | 1,79     |         |
| 1.      | Едвард Лидер     | Уједињено Краљевство | 1,79     |         |
| 3.      | Херберт Гидни    | САД                  | 1,77     |         |
| 4.      | Јожеф Халусински | Мађарска             | 1,72     |         |
| 5.      | Лаури Вилскман   | Финска               | 1,67     |         |
| 6.      | Ал Белерби       | Уједињено Краљевство | 1,55     |         |

Група А — поновљено такмичење
Ото Монсен (НОР) који је поделио прво место у поништеном такмичењу, није се сложио са судијском одлуком и није се поново такмичио, тако да је у генералном пласману скока увис остао без пласмана. У поновљеном такмичњењу није се појавио ни Лаури Вилскман (ФИН). Победио је Херберт Гидни и пласирао се у финале.
| Пласман | Атлетичар        | Земља                | Резултат | Белешка |
| ------- | ---------------- | -------------------- | -------- | ------- |
| 1.      | Херберт Гидни    | САД                  | 1,85     | КВ      |
| 2.      | Едвард Лидер     | Уједињено Краљевство | 1,77     |         |
| 3.      | Јожеф Халусински | Мађарска             | 1,72     |         |
| 4.      | Ал Белерби       | Уједињено Краљевство | 1,59     |         |

Група Б
| Пласман | Атлетичар         | Земља                | Резултат | Белешка |
| ------- | ----------------- | -------------------- | -------- | ------- |
| 1.      | Корнелијус Лихи   | Уједињено Краљевство | 1,88     | КВ      |
| 1.      | Жорж Андре        | Француска            | 1,88     | КВ      |
| 3.      | Нил Патерсон      | САД                  | 1,83     | КВ      |
| 4.      | Аксел Хеденлунд   | Шведска              | 1,80     |         |
| 5.      | Патрик Лихи       | Уједињено Краљевство | 1,78     |         |
| 6.      | Хенри Олсен       | Норвешка             | 1,72     |         |
| 6.      | Гарфилд Макдоналд | Канада               | 1,72     |         |
| 8.      | Лаури Пихкала     | Финска               | 1,67     |         |

Група Ц
| Пласман | Атлетичар          | Земља     | Резултат | Белешка |
| ------- | ------------------ | --------- | -------- | ------- |
| 1.      | Хари Портер        | САД       | 1,90     | ОР, КВ  |
| 2.      | Том Мофит          | САД       | 1,85     | КВ      |
| 2.      | Иштван Шомоди      | Мађарска  | 1,85     | КВ      |
| 4.      | Folke Hellstedt    | Шведска   | 1,67     |         |
| 4.      | Леон Дипон         | Белгија   | 1,67     |         |
| 6.      | Herman van Leeuwen | Холандија | 1,65     |         |

Група Д
| Пласман | Атлетичар     | Земља                | Резултат | Белешка |
| ------- | ------------- | -------------------- | -------- | ------- |
| 1.      | Џорџ Барбер   | Канада               | 1,85     | КВ      |
| 1.      | Хасвел Вилсон | Уједињено Краљевство | 1,77     |         |

### Финале
У финалу се требало наћи шест најбољих у квалификацијам. Пошто су 6. и 7. имали исти резултат, у финалу се такмичило 7 скакача.
| Пласман | Атлетичар          | Земља                | Резултат     | Белешка      |
| ------- | ------------------ | -------------------- | ------------ | ------------ |
|         | Хари Портер        | САД                  | 1,90         | =ОР          |
|         | Жорж Андре         | Француска            | 1,88         |              |
|         | Корнелијус Лихи    | Уједињено Краљевство | 1,88         |              |
|         | Иштван Шомоди      | Мађарска             | 1,88         |              |
| 5.      | Херберт Гидни      | САД                  | 1,85         |              |
| 5.      | Том Мофит          | САД                  | 1,85         |              |
| 7.      | Нил Патерсон       | САД                  | 1,83         |              |
|         |                    |                      |              |              |
| 8.      | Аксел Хеденлунд    | Шведска              | 1,80         |              |
| 9.      | Патрик Лихи        | Уједињено Краљевство | 1,78         |              |
| 10.     | Хасвел Вилсон      | Уједињено Краљевство | 1,77         |              |
| 10.     | Едвард Лидер       | Уједињено Краљевство | 1,77         |              |
| 10.     | Џорџ Барбер        | Канада               | 1,77         |              |
| 13.     | Јожеф Халусински   | Мађарска             | 1,72         |              |
| 13.     | Хенри Олсен        | Норвешка             | 1,72         |              |
| 13.     | Гарфилд Макдоналд  | Канада               | 1,72         |              |
| 16.     | Folke Hellstedt    | Шведска              | 1,67         |              |
| 16.     | Леон Дипон         | Белгија              | 1,67         |              |
| 16.     | Лаури Пихкала      | Финска               | 1,67         |              |
| 19.     | Herman van Leeuwen | Холандија            | 1,65         |              |
| 20.     | Ал Белерби         | Уједињено Краљевство | 1,59         |              |
| —       | Ото Монсен         | Норвешка             | Без пласмана | Без пласмана |
| —       | Лаури Вилскман     | Финска               | Без пласмана | Без пласмана |